# Lijst van voetbalinterlands Armenië - Luxemburg (vrouwen)
Deze lijst van voetbalinterlands is een overzicht van alle officiële voetbalinterlands tussen de nationale vrouwenteams van Armenië en Luxemburg. De landen hebben tot nu toe twee keer tegen elkaar gespeeld.

## Wedstrijden
| № | Plaats  | Datum        | Competitie                       | Wedstrijd           | Uitslag |
| - | ------- | ------------ | -------------------------------- | ------------------- | ------- |
| 1 | Jerevan | 4 april 2025 | UEFA Women's Nations League 2025 | Armenië − Luxemburg | 1 − 3   |
| 2 | Beggen  | 30 mei 2025  | UEFA Women's Nations League 2025 | Luxemburg − Armenië | 2 − 0   |

## Samenvatting
| Competitie                  | Totaal gespeeld | Winst Armenië | Gelijk | Winst Luxemburg | Doelsaldo Armenië – Luxemburg |
| --------------------------- | --------------- | ------------- | ------ | --------------- | ----------------------------- |
| UEFA Women's Nations League | 2               | 0             | 0      | 2               | 1 − 5                         |
| Totaal                      | 2               | 0             | 0      | 2               | 1 − 5                         |